# University of London Institute in Paris
L'University of London Institute in Paris (ou ULIP, Institut de l'université de Londres à Paris) est un college délocalisé de l'université de Londres à Paris, France. Il s'agit de la seule faculté britannique publique d'Europe continentale.

## Histoire

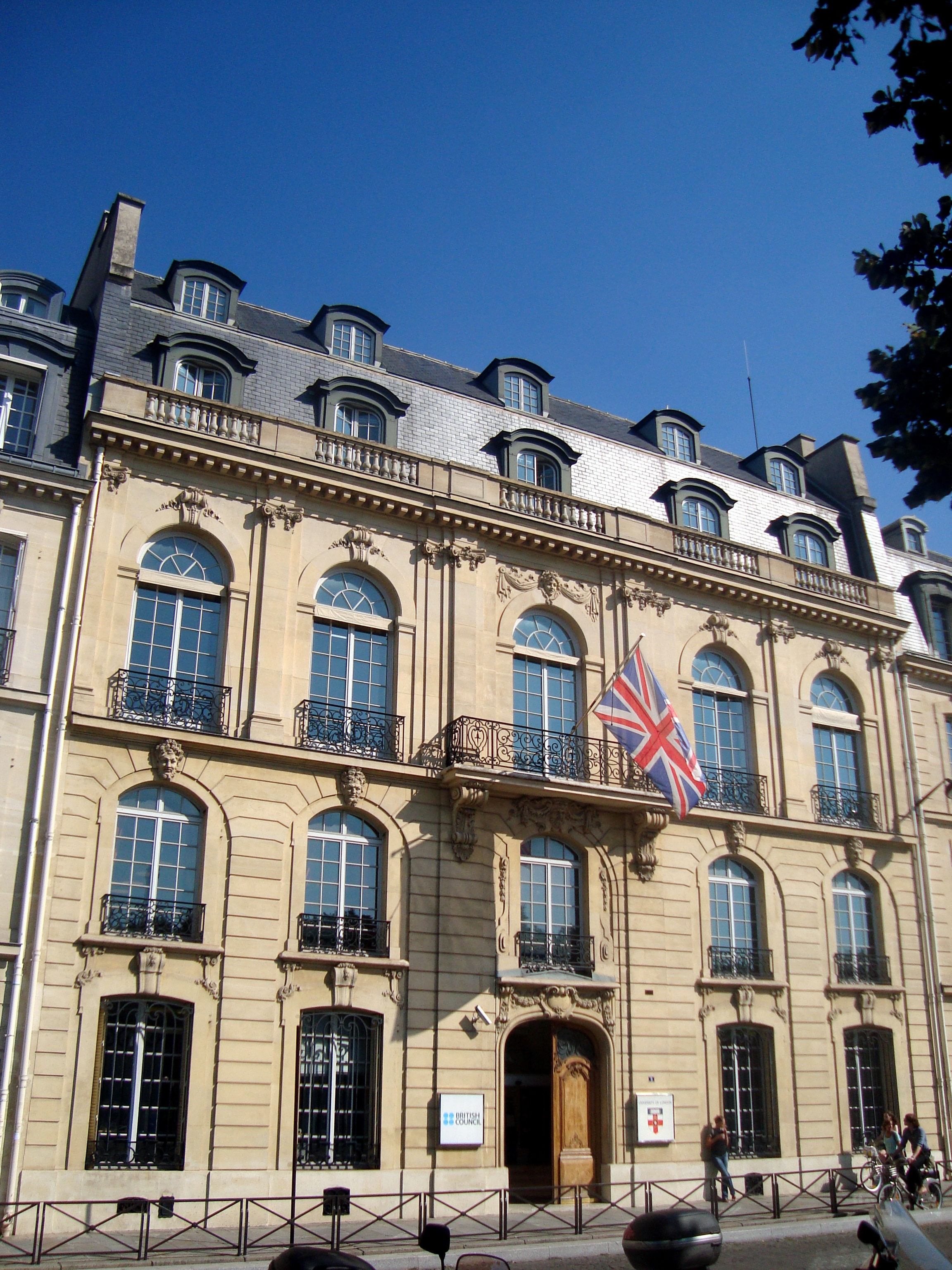
L'institut, sur l'esplanade des Invalides.

L'institut a été fondé en 1894 sous le nom de « Guilde anglo-française » avec l'aide de l'Ambassadeur du Royaume-Uni en France Lord Dufferin et devint le « British Institute in Paris » (désigné en français sous le nom d'« Institut britannique ») peu après la Première Guerre mondiale.
En 1969 il se détache de la faculté des lettres de Paris (Sorbonne) et est rattaché à l'université de Londres. Il prend son nom actuel en 2005.
Il est installé, avec le British Council de Paris, sur l'esplanade des Invalides (9-11 rue de Constantine, Paris 7e).

## Enseignement
L'Institut avait à sa création pour mission l'enseignement de l'anglais mais a ajouté rapidement l'enseignement du français langue étrangère aux étudiants britanniques.
En juillet 2007, l'établissement a fermé sa section anglaise qui préparait aux examens de Cambridge et dispensait divers cours avancés d'anglais.
L'Institut dispense aujourd'hui uniquement des cours de français, de littérature et civilisation française et des « études parisiennes », délivrant les diplômes britanniques de Bachelor of Arts (BA) et de Masters of Arts (MA).